# 대서양골리앗참바리
대서양골리앗참바리(Atlantic goliath grouper)는 참바리아과 참바리속에 속하는 커다란 염수성 물고기이다. 카리브해, 브라질 연안, 플로리다, 바하마 등지의 수심 5 ~ 50 미터의 산호초 및 인공어초 지대에 서식한다. 동대서양에서는 콩고에서 세네갈에 걸쳐 발견된다.